# Anuradhapura
Anuradhapura (ejtsd: Anurádhápura, szingaléz: අනුරාධපුරය, tamil: அனுராதபுரம்) város Srí Lankán, az Észak-Központi (North Central) tartomány fővárosa. Lakossága 63 ezer fő volt 2011-ben, melynek legnagyobb része szingaléz (91,5%).
A város a kulturális világörökség része. Híres a jó állapotban megmaradt romjairól. Az ókori világ egyik legnagyobb kolostorvárosa, a théraváda buddhizmus központja és királysági főváros volt hosszú ideig. A mai napig fontos buddhista zarándokhely. A város Srí Lanka legnagyszerűbb műemlékeinek, palotáinak és kolostorainak ad otthont.
Több nagy dagoba ( sztúpa ) található a városban és környékén. A thuparamai dagoba a legrégebbi ilyen építmény a szigetországban és állítólag Buddha egyik kulcscsontjának ad otthont. A Ruwanweli Seya-t a világ legnagyobb sztúpájának tartanak.
Külön érdeklődésre tarthat számot az a hely, ahol az indiai Asóka császár fia, Thero Mahinda megismertette a buddhizmussal Srí Lankát. Ezt a helyet ma a Bo-fa jelöli.
A 13 méter magas Buddha-szobrot az 5. században faragták, méghozzá olyan tökéletesre, hogy az orra hegyéről lehulló esőcseppek pontosan a lábujjak között érnek földet.
A közeli Mihintale ősi kegyhelyén szintén érdekes kolostor és kórház maradványokat találunk, dagobákkal, szent barlangokkal és tavakkal, Buddha egy modern kori szobrával és a meditáció céljaira szolgáló sziklanyúlvánnyal, melyeket mind a csúcsra felvezető 1840 lépcsőfok leküzdése után tekinthetünk meg.

## Történelem
A várost egy királyi miniszter, Amuradna alapította a Kr. e. 4. században. A város ezután Kr. u. 993-ig virágzott, amikor is betört a csola invázió. Ekkor az Anurádhápurai Királyság átköltözött Polonnaruvába. Ezután félig lerombolva és hosszú évszázadokon át elfeledve, az áthatolhatatlan őserdőben rejtőzött.

## Fordítás
- Ez a szócikk részben vagy egészben  az   Anuradhapura című angol Wikipédia-szócikk fordításán alapul.  Az eredeti cikk szerkesztőit annak laptörténete sorolja fel. Ez a jelzés csupán a megfogalmazás eredetét és a szerzői jogokat jelzi, nem szolgál a cikkben szereplő információk forrásmegjelöléseként.